# Словакия на «Евровидении-1998»
Словакия принимала участие в сорок третьем выпуске телевизионного конкурса Евровидение-1998, состоявшемся 9 мая в Бирмингеме, Великобритания. Страну представляла известная певица и артистка мюзиклов Катарина Гаспрова с песней Modlitba, написанной Габриелом Душиком и Анной Вепперёвой. Словакия приняла участие в конкурсе после годового перерыва, вызванного утверждением Европейским вещательным союзом (ЕВС) нового правила о квалификации, в результате которого страны, имевшие на момент 1997 года низкий средний балл за предыдущие пять конкурсов, допускались к участию в 1998 году на место выбывших и пониженных в рейтинге участников предыдущего выпуска Евровидения.
Словацкая заявка была отобрана смешанным путём: Катарина Гаспрова стала победительницей фестиваля «Братиславская лира-97» и получила в качестве приза право представлять Словакию на Евровидение-1998. Песню Modlitba выбрали путём внутреннего отбора и представили публике 9 марта 1998 года.
На конкурсе Modlitba набрала только 8 очков и заняла 21-е место из 25. Это привело к вылету Словакии из списка участников конкурса Евровидение-1999 и последующему бойкоту страной данного мероприятия, в результате чего Словакия не участвовала в конкурсе вплоть до 2009 года.
Трансляция Евровидения-1998 велась на канале Jednotka с комментариями Юрая Чёрного. Глашатаем, объявлявшим очки Словакии во время голосования, была Алёна Герибанова.

## Отборочный тур
В 1997 году после долгого перерыва Словацкое телевидение объявило о возрождении фестиваля «Братиславская лира», не проводившегося с 1990 года. Фестиваль был возрождён с целью повышения интереса к культурной и музыкальной жизни Словакии, а также с целью определения представителя страны на Евровидение-1998. Финал Братиславской лиры состоялся 7 июня 1997 года в Доме культуры Истрополис в Братиславе. Ведущей фестиваля была Алёна Герибанова, трансляция велась на телеканале Jednotka. Все песни сопровождались оркестром под управлением Владимира Валовича. Всего было представлено 14 участников, победитель был определен путём голосования жюри из десяти человек, куда входили как словацкие, так и иностранные присяжные. Победительница фестиваля Катарина Гаспрова получила денежный приз в размере 5 тысяч американских долларов.
| Порядок выступления | Исполнитель          | Название песни    | Место |
| ------------------- | -------------------- | ----------------- | ----- |
| 1                   | Cross the Roads      | Súkromné požiare  |       |
| 2                   | Петер Герендаш       | Elkésett karnevál |       |
| 3                   | Trend                | Som hádankou      |       |
| 4                   | Ребекка              | Do nikam          |       |
| 5                   | Збигнев Гневашевский | Ten moj Nowy Jork |       |
| 6                   | Бранка Близнац       | Zašto?            |       |
| 7                   | Бригита Шелидова     | Modlitba za mamu  |       |
| 8                   | Джил Шерер           | Aber Morgen       |       |
| 9                   | Браньо Чернак        | Za riekou         |       |
| 10                  | No Name              | Můj kámoš         |       |
| 11                  | Кэтрин Вигар         | The Call          | 2     |
| 12                  | Марлеен Сахупала     | Zij               | 3     |
| 13                  | Катарина Гаспрова    | Jedno zbohom      | 1     |
| 14                  | Ruediger             | Desiree           |       |

## На «Евровидении»
Согласно правилам конкурса Евровидение-1998 к участию допускаются страна-победительница прошлого выпуска, 18 стран, имеющих высокий средний балл по итогам прошлых пяти конкурсов и те страны, которые не участвовали в предыдущем выпуске, но транслировали его. Поскольку Словакия не принимала участие в Евровидение-1997, но транслировала его, то она была допущена к участию в 1998 году. Перед началом конкурса Би-би-си сообщила, что букмекеры поставили Словакию на 17-е место, наряду с Финляндией. 17 ноября 1997 года была проведена жеребьёвка по распределению очереди выступления. Катарина Гаспрова выступала под номером 6, между Швейцарией и Польшей. Букмекерские прогнозы не оправдались: Словакия заняла только 21-е место, набрав только 8 очков от Хорватии. Этот результат стал худшим для Словакии, приведший страну к понижению её до статуса "пассивного участника". Хотя словацкий вещатель предполагал вернуться в 2000 году, этого не произошло по финансовым причинам. После этого Словакия бойкотировала Евровидение и не участвовала в конкурсе вплоть до 2009 года.
Страна впервые использовала новую процедуру телеголосования, апробированную годом ранее. Словацкие телезрители присудили 12 очков Мальте. Дирижёром оркестра от Словакии был Владимир Валович.